# Kamilla Rytter Juhl
Kamilla Rytter Juhl (ur. 23 listopada 1983 w Skagen) – duńska badmintonistka, srebrna medalistka igrzysk olimpijskich w Rio de Janeiro w grze podwójnej, mistrzyni świata, wielokrotna mistrzyni Europy, uczestniczka Igrzysk Olimpijskich 2008, Igrzysk Olimpijskich 2012 i Igrzysk Olimpijskich 2016.

## Występy na igrzyskach olimpijskich
| Runda               | Partner                | Przeciwnik                        | Wynik               | Osiągnięcie         |                     |
| Gra podwójna kobiet | Gra podwójna kobiet    | Gra podwójna kobiet               | Gra podwójna kobiet | Gra podwójna kobiet | Gra podwójna kobiet |
| ------------------- | ---------------------- | --------------------------------- | ------------------- | ------------------- | ------------------- |
| 1/8 finału          | Lena Frier Kristiansen | Kumiko Ogura Reiko Shiota         | 21–18, 14–21, 18–21 | 1/8 finału          |                     |
| Gra mieszana        |                        |                                   |                     |                     |                     |
| 1/8 finału          | Thomas Laybourn        | Hendri Kurniawan Saputra Li Yujia | 21–12, 21–14        | Ćwierćfinał         |                     |
| Ćwierćfinał         | Thomas Laybourn        | Flandy Limpele Vita Marissa       | 17–21, 21–15, 18–21 | Ćwierćfinał         |                     |

| Runda               | Partner             | Przeciwnik                    | Wynik               | Osiągnięcie         |                     |
| Gra podwójna kobiet | Gra podwójna kobiet | Gra podwójna kobiet           | Gra podwójna kobiet | Gra podwójna kobiet | Gra podwójna kobiet |
| ------------------- | ------------------- | ----------------------------- | ------------------- | ------------------- | ------------------- |
| Faza grupowa        | Christinna Pedersen | Miyuki Maeda Satoko Suetsuna  | 21–18, 14–21, 17–21 | Ćwierćfinał         |                     |
| Faza grupowa        | Christinna Pedersen | Poon Lok Yan Tse Ying Suet    | 21–13, 14–21, 21–18 | Ćwierćfinał         |                     |
| Faza grupowa        | Christinna Pedersen | Tian Qing Zhao Yunlei         | 22–20, 21–12        | Ćwierćfinał         |                     |
| Ćwierćfinał         | Christinna Pedersen | Mizuki Fujii Reika Kakiiwa    | 20–22, 10–21        | Ćwierćfinał         |                     |
| Gra mieszana        |                     |                               |                     |                     |                     |
| Faza grupowa        | Thomas Laybourn     | Valiyaveetil Diju Jwala Gutta | 21–12, 21–16        | Ćwierćfinał         |                     |
| Faza grupowa        | Thomas Laybourn     | Lee Yong-dae Ha Jung-eun      | 21–15, 21–12        | Ćwierćfinał         |                     |
| Faza grupowa        | Thomas Laybourn     | Tontowi Ahmad Liliyana Natsir | 22–24, 16–21        | Ćwierćfinał         |                     |
| Ćwierćfinał         | Thomas Laybourn     | Zhang Nan Zhao Yunlei         | 13–21, 17–21        | Ćwierćfinał         |                     |

| Runda               | Partner             | Przeciwnik                       | Wynik               | Osiągnięcie         |                     |
| Gra podwójna kobiet | Gra podwójna kobiet | Gra podwójna kobiet              | Gra podwójna kobiet | Gra podwójna kobiet | Gra podwójna kobiet |
| ------------------- | ------------------- | -------------------------------- | ------------------- | ------------------- | ------------------- |
| Faza grupowa        | Christinna Pedersen | Luo Ying Luo Yu                  | 11–21, 18–21        | 2. miejsce          |                     |
| Faza grupowa        | Christinna Pedersen | Eva Lee Paula Lynn Obanana       | 21–9, 21–6          | 2. miejsce          |                     |
| Faza grupowa        | Christinna Pedersen | Jung Kyung-eun Shin Seung-chan   | 21–16, 21–18        | 2. miejsce          |                     |
| Ćwierćfinał         | Christinna Pedersen | Chang Ye-na Lee So-hee           | 28–26, 18–21, 21–15 | 2. miejsce          |                     |
| Półfinał            | Christinna Pedersen | Tang Yuanting Yu Yang            | 21–16, 14–21, 21–19 | 2. miejsce          |                     |
| Finał               | Christinna Pedersen | Misaki Matsutomo Ayaka Takahashi | 21–18, 9–21, 19–21  | 2. miejsce          |                     |